# Indianapolis Colts 2001
La stagione 2001 degli Indianapolis Colts è stata la 48ª della franchigia nella National Football League, la 18ª con sede a Indianapolis. I Colts conclusero con un record di 6 vittorie e 10 sconfitte, terminando al quarto posto della AFC East e mancando l'accesso ai playoff dopo la qualificazione dei due anni precedenti. Fu l'ultima volta che la squadra mancò l'accesso alla post-season fino al 2011. 
I Colts concessero 486 punti in 16 partite, a una media di 30 a partita, il loro peggior risultato dalla stagione 1981 quando ne subirono 533. All'epoca solo i summenzionati Colts, i Saints del 1980 e i Giants del 1966 (in una stagione da 14 partite) ne concessero di più.

## Roster
| Roster degli Indianapolis Colts nel 2001 |
| --- |
| Quarterback - 18 Peyton Manning - 16 Mark Rypien - 17 Cory Sauter Running Back - 36 Jim Finn FB - 43 Kevin McDougal - 44 Wes Ours - 33 Dominic Rhodes Wide Receiver - 88 Marvin Harrison - 83 Trevor Insley - 86 Jerome Pathon - 15 Tony Simmons - 87 Reggie Wayne - 80 Terrence Wilkins KR/PR Tight End - 49 Joe Dean Davenport - 85 Ken Dilger - 81 Marcus Pollard Offensive Linemen - 64 Rick DeMulling G - 71 Ryan Diem T - 78 Tarik Glenn T - 74 Waverly Jackson T - 76 Steve McKinney G - 73 Adam Meadows T - 50 Larry Moore G - 63 Jeff Saturday C Defensive Linemen - 92 Chad Bratzke DE - 62 Ellis Johnson DT - 91 Chukie Nwokorie DE - 97 Christian Peter DT - 99 Brad Scioli DE - 90 Mark Thomas DT - 96 Josh Williams DT - 95 Mike Wells DT Linebacker - 55 Sean Harris ILB - 94 Rob Morris MLB - 51 Mike Morton - 52 Mike Peterson OLB - 56 Ryan Phillips OLB - 98 Sam Sword OLB - 54 Donnel Thompson MLB - 53 Marcus Washington OLB Defensive Back - 28 Idrees Bashir FS - 41 Cory Bird SS - 26 Rodregis Brooks - 20 Jeff Burris CB - 37 Chad Cota SS - 31 Clifton Crosby CB - 34 Jason Doering FS - 25 Nick Harper CB - 27 David Macklin CB - 21 Thomas Smith CB - 42 Raymond Walls CB Special Team - 17 Hunter Smith P - 48 Justin Snow LS - 13 Mike Vanderjagt K Lista delle riserve - 84 Drew Haddad WR (IR) - 32 Edgerrin James RB (IR) Squadra di allenamento - 12 Desmond Kitchings WR |
| Legenda - I rookie sono in corsivo. - Il primo ruolo è il principale mentre gli eventuali successivi indicano i ruoli secondari. - (IR) sta per Injured Reserve ed indica la lista ristretta per un solo giocatore infortunato che può tornare ad allenarsi dopo la settimana 6 e a rientrare in prima squadra dopo che questa ha giocato 8 partite. - (NF-Inj.) / (NF-Ill.) stanno rispettivamente per Non-Football Injured e Non-Football Illness ed indicano le liste dove viene inserito un giocatore che ha un infortunio o una malattia non dipendente dal football americano. - (PUP) sta per Physically Unable to Perform ed indica la lista dove viene inserito un giocatore mentre è in attesa di recuperare la condizione fisica. Nella stagione regolare dopo la sesta partita giocata dalla propria squadra, il giocatore ha tempo tre settimane per riprendere ad allenarsi, più tre settimane aggiuntive dal suo rientro agli allenamenti per rientrare in prima squadra. |

Fonte:

## Calendario
| Stagione regolare |                    |                         |                    |                    |                      |                    |                    |                    |
| Turno             | Data               | Avversario              | Risultato          | Record             | Stadio               | Ora                | Pubblico           |                    |
| 1                 | 9 settembre 2001   | at New York Jets        | V 45–24            | 1–0                | The Meadowlands      | CBS 1:00 pm        | 78,606             |                    |
| 2                 | 23 settembre 2001  | Buffalo Bills           | V 42–26            | 2–0                | RCA Dome             | CBS 1:00 pm        | 56,135             |                    |
| 3                 | 30 settembre 2001  | at New England Patriots | S 13–44            | 2–1                | Foxboro Stadium      | CBS 1:00 pm        | 60,292             |                    |
| 4                 | Settimana di pausa | Settimana di pausa      | Settimana di pausa | Settimana di pausa | Settimana di pausa   | Settimana di pausa | Settimana di pausa | Settimana di pausa |
| 5                 | 14 ottobre 2001    | Oakland Raiders         | S 18–23            | 2–2                | RCA Dome             | ESPN 8:30 pm       | 56,972             |                    |
| 6                 | 21 ottobre 2001    | New England Patriots    | S 17–38            | 2–3                | RCA Dome             | CBS 1:00 pm        | 56,022             |                    |
| 7                 | 25 ottobre 2001    | at Kansas City Chiefs   | V 35–28            | 3–3                | Arrowhead Stadium    | ESPN 8:30 pm       | 74,212             |                    |
| 8                 | 4 novembre 2001    | at Buffalo Bills        | V 30–14            | 4–3                | Ralph Wilson Stadium | CBS 1:00 pm        | 63,786             |                    |
| 9                 | 11 novembre 2001   | Miami Dolphins          | S 24–27            | 4–4                | RCA Dome             | CBS 1:00 pm        | 57,127             |                    |
| 10                | 18 novembre 2001   | at New Orleans Saints   | S 20–34            | 4–5                | Louisiana Superdome  | CBS 1:00 pm        | 70,020             |                    |
| 11                | 25 novembre 2001   | San Francisco 49ers     | S 21–40            | 4–6                | RCA Dome             | FOX 1:00 pm        | 56,393             |                    |
| 12                | 2 dicembre 2001    | at Baltimore Ravens     | S 27–39            | 4–7                | PSINet Stadium       | CBS 1:00 pm        | 69,382             |                    |
| 13                | 10 dicembre 2001   | at Miami Dolphins       | S 6–41             | 4–8                | Pro Player Stadium   | ABC 9:00 pm        | 73,858             |                    |
| 14                | 16 dicembre 2001   | Atlanta Falcons         | V 41–27            | 5–8                | RCA Dome             | FOX 1:00 pm        | 55,603             |                    |
| 15                | 23 dicembre 2001   | New York Jets           | S 28–29            | 5–9                | RCA Dome             | ESPN 8:30 pm       | 56,302             |                    |
| 16                | 30 dicembre 2001   | at St. Louis Rams       | S 17–42            | 5–10               | Trans World Dome     | CBS 1:00 pm        | 66,084             |                    |
| 17                | 6 gennaio 2002     | Denver Broncos          | V 29–10            | 6–10               | RCA Dome             | CBS 1:00 pm        | 56,192             |                    |

## Classifiche
| AFC East                 |    |    |   |      |     |     |     |
|                          | V  | S  | P | %    | PF  | PS  | STR |
| (2) New England Patriots | 11 | 5  | 0 | .688 | 371 | 272 | V6  |
| (4) Miami Dolphins       | 11 | 5  | 0 | .688 | 344 | 290 | V2  |
| (6) New York Jets        | 10 | 6  | 0 | .625 | 308 | 295 | V1  |
| Indianapolis Colts       | 6  | 10 | 0 | .375 | 413 | 486 | V1  |
| Buffalo Bills            | 3  | 13 | 0 | .188 | 265 | 420 | S1  |